# Blanca García Manzanares
Blanca García Manzanares (Vitoria, 25 de junio de 1946) es una profesora, trabajadora social y política socialista española, diputada en el Congreso de los Diputados durante cuatro legislaturas.

## Biografía
Estudió Magisterio y se diplomó como Trabajadora social especializada en Salud Mental, trabajando profesionalmente en Pamplona. Miembro del Partido Socialista de Navarra (PSN-PSOE), fue subdirectora de Servicios Sociales del Gobierno de Navarra desde 1986 a 1989, año en el que concurrió a las elecciones generales al Congreso por la circunscripción electoral de Navarra obteniendo el escaño que renovó en las siguientes tres convocatorias electorales (1993,  1996 y 2000). Como parlamentaria fue presidenta de la Comisión de Sanidad y Consumo, vicepresidenta primera de la Comisión del Defensor del Pueblo y secretaria primera de la Comisión de Sanidad y Consumo, ponente en el Informe sobre pobreza en España (1994-1996) y en el Estudio de las causas de exclusión social (1996), además de vocal en múltiples comisiones. Participó como ponente en el proyecto de ley de Medidas contra el desempleo (1992), en la proposición de ley sobre modificación del Estatuto de los trabajadores (1992) y en el proyecto de Ley orgánica de ratificación por España del Estatuto de la Corte Penal Internacional (2000). En la VII Legislatura (última de José María Aznar) fue miembro español elegido por las Cortes para la Asamblea Parlamentaria de la Organización para la Seguridad y Cooperación en Europa (OSCE). En el seno del grupo parlamentario del PSOE, fue portavoz adjunta de la Comisión de Asuntos Exteriores.
Cuando se formó el primer gobierno de José Luis Rodríguez Zapatero tras las elecciones de 2004, pasó a formar parte del gabinete del ministro de Defensa, José Bono, en calidad de asistente parlamentaria. Al sustituir José Antonio Alonso a Bono al frente del ministerio, Blanca García mantuvo el mismo puesto hasta que concluyó el mandato ministerial en 2008, pero siguió a Alonso como jefa de gabinete parlamentario al ser nombrado este Portavoz del Grupo Socialista en el Congreso de los Diputados.